# Озель, Исмет
Исмет Озель (род. 19 сентября 1944 года) — турецкий поэт, писатель

 и журналист.

## Биография
Родился 19 сентября 1944 года в городе Кайсери в семье полицейского Ахмет-бея и его жены домохозяйки Сыддыки-ханым, был младшим из шести детей. В детстве Озеля семья часто переезжала, окончательно обосновавшись в Анкаре. Там Озель окончил Анкарский университет. Во время учёбы в университете начал писать стихи. Увлёкшись социалистическими идеями, стал активистом Рабочей партии, занимал секретаря районного отделения партии в Чамлыдере. Также совместно с друзьями издавал ряд литературных и политических журналов.
После окончания Анкарского университета и службы в армии окончил университет Хаджеттепе, где изучал французский язык. Во-второй половине 60-х годов отошёл от идей социализма в сторону ислама. С начала 1970-х годов публиковался в литературном журнале «Diriliş», издаваемом исламистом Сезаи Каракочем.
В 1977—2003 годах писал стихи и статьи для исламистских изданий «Yeni Devir», «Milli Gazete» и «Yeni Şafak».
Произведения Озеля имеют антимодернистский, антиконформистский и антизападный характер, они посвящены таким темам, как существование людей на Земле, жизнь мусульман в современном мире, борьба с человека с деструктивными проявлениями современной цивилизации.

### Личная жизнь
В 1976 году женился на Неджле Асландогду, у них четверо детей: два сына и две дочери.